# Georges Lafontaine (écrivain)
Pour l’article homonyme, voir Lafontaine.
 (novembre 2017).
Si vous disposez d'ouvrages ou d'articles de référence ou si vous connaissez des sites web de qualité traitant du thème abordé ici, merci de compléter l'article en donnant les références utiles à sa vérifiabilité et en les liant à la section « Notes et références ».
Georges Lafontaine né le 3 juin 1957 à Messines Québec est un journaliste originaire de la région de Maniwaki au nord de l'Outaouais.
Il a publié en 2005 un premier roman, Des cendres sur la glace (Guy Saint-Jean éditeur) qui lui a valu le Grand prix de la relève littéraire Archambault. 
L'auteur publiait en mai 2006 la suite de ce premier roman sous le titre Des cendres et du feu, et en 2007 Le Parasite mis en nomination pour le prix littéraire Le Droit et le prix Aurora. Il publie en 2009 un roman à caractère historique, L'Orpheline qui lui vaudra le prix littéraire Le Droit.